# کوین آکوین
کوین آکوین (انگلیسی: Kevyn Aucoin; ۱۴ فوریهٔ ۱۹۶۲ – ۷ مهٔ ۲۰۰۲) چهره‌پرداز، عکاس و مؤلف اهل ایالات متحده آمریکا بود. وی بین سال‌های ۱۹۸۳ تا ۲۰۰۲ میلادی فعالیت می‌کرد.